# Ildibaldo
Ildibaldo (em grego: Ιλδιβάλδος; romaniz.: Ildibáldos; em latim: Ildibaldus), ou ainda Ildibado (em grego: Ιλδίβαδος; romaniz.: Ildíbados; em latim: Ildibadus), Heldebado (Heldebadus), Hildivado (Hildivadus) Heldibado (Heldibadus), Eldebado (em latim: Eldebadus) e Hildebado (em latim: Hildebadus) foi rei ostrogótico da Itália de 540 a 541. Era um nobre e liderou tropas na Itália em 540, quando o rei Vitige (r. 536–540) foi capturado em Ravena por Belisário. Quis acordar a paz à guerra em curso devido a captura de seus filhos em Ravena, mas nenhum acordo foi firmado. No mesmo ano, foi feito rei sob promessa de que seu tio, o rei visigótico Têudis (r. 531–548), intercederia em seu nome com o envio de tropas. Guerreou com os bizantinos até 541, quando foi assassinado.

## Vida

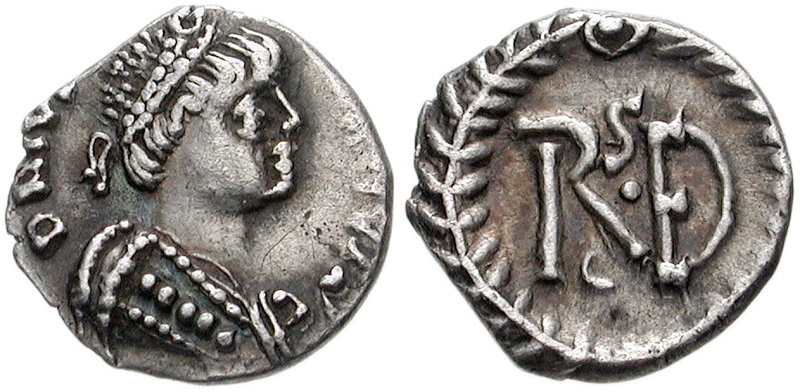
1/4 de síliqua de Vitige r.

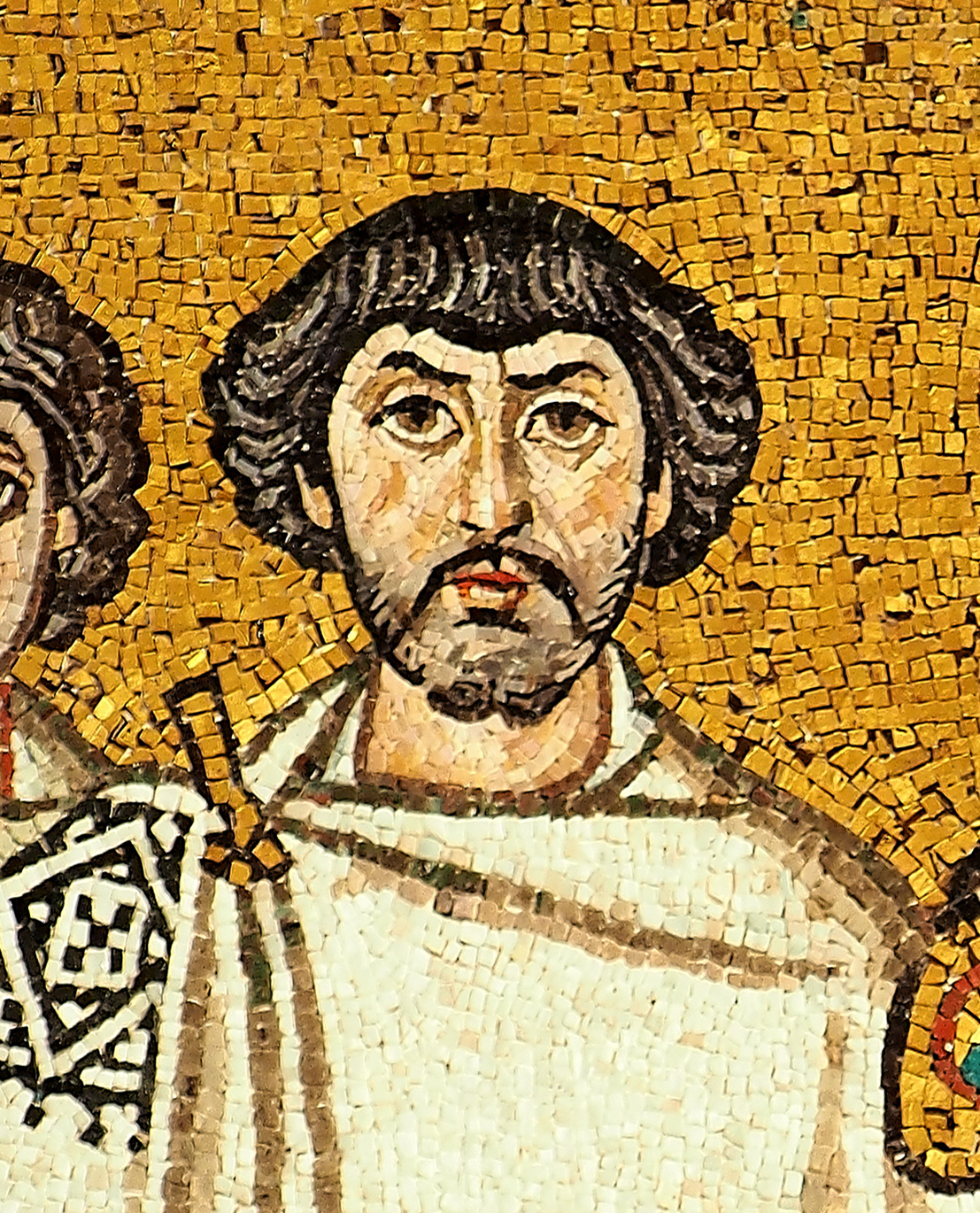
Belisário em detalhe dum mosaico da Basílica de São Vital

Ildibaldo era sobrinho do rei visigótico Têudis (r. 531–548), motivo pela qual Peter Heather sugeriu que pertenciam a um poderoso clã não-real. Se sabe que era casado e teve filhos, mas não se sabe seus nomes. Em maio de 540, o rei ostrogótico Vitige (r. 536–540) foi preso pelo general bizantino Belisário em Ravena, e no processo o mesmo ocorreu com os filhos de Ildibaldo. Na época, Ildibaldo estava em comando das tropas ostrogóticas em Verona e era um dos ostrogodos ao norte do rio Pó que não aceitaram a rendição à autoridade do Império Bizantino apesar dos sucessos do último na guerra em curso. Com a captura de Vitige, Ildibaldo tentou acordar termos de rendição com Belisário, talvez por causa do destino de seus filhos.
Após a captura de Vitige, o principal candidato ao trono ostrogótico se tornou Úreas, seu sobrinho, um habilidoso comandante militar e encarregado de Ticino (Pávia). Úreas, porém, se recusou, pois sua família não tinha "fortuna real" e, em vez disso, sugeriu Ildibaldo.  Além disso, considerou-o um candidato de energia e qualidades, bem como sugeriu que sua proclamação poderia compelir Têudis a ajudar na guerra. Após a elevação em maio ou junho, Ildibaldo mudou a capital para Pávia. Com consentimento ostrogótico, tentou novamente negociar uma rendição, mas depois que Belisário navegou para Constantinopla junto com Vitige e a família de Ildibaldo, a guerra recomeçou. O território gótico da época consistia apenas em uma estreita faixa de terra entre Pávia e Verona, enquanto o exército consistia em apenas 1 000 homens, embora esse número estivesse crescendo.
A falta de coordenação entre os comandantes bizantinos permitiu a Ildibaldo estender sua autoridade por toda a Ligúria e Venécia. Em 541, foi confrontado fora da cidade de Treviso, fortemente defendida por seu comandante militar Vitálio e um corpo considerável de hérulos. A batalha foi uma vitória decisiva para os ostrogodos, com Vitálio mal escapando enquanto o líder hérulo foi morto. Tótila, seu sobrinho, tornou-se comandante militar de Treviso. Ildibaldo foi posteriormente capaz de estender sua autoridade por todo o vale do Pó. A vitória lhe deu mais apoio entre os ostrogodos, enquanto a arruinada tributação das províncias e a falta de coordenação entre os generais o permitiram adquirir muitos desertores bizantinos.
Em 541, assassinou Úreas. De acordo com Procópio, o assassinato foi instigado pela esposa de Ildibaldo, que se sentiu insultada pelo estilo de vida luxuoso da esposa de Úreas. Herwig Wolfram sugere que esta é uma invenção de Procópio para "personalizar" as causas dos eventos políticos, e que a verdadeira razão do assassinato foi que o clã de Vitige havia se aliado a bárbaros não góticos, incluindo rúgios e provavelmente gépidas, para conspirar contra o governo de Ildibaldo. De qualquer forma, em maio ou junho, Ildibaldo foi assassinado em um banquete real por seu guarda-costas gépida, Velas, cuja amante gótica foi casada com outra pessoa por Ildibaldo enquanto Velas estava ausente. A falta de um sucessor gótico adequado permitiu que os rúgios fizessem o efêmero Erarico rei dos ostrogodos. Parte ou toda a propriedade de Ildibaldo terminou em posse da Igreja de Roma.